# Piaskowiec (Wzgórza Trzebnickie)
Piaskowiec – wzgórze, wzniesienie, położone w obrębie Wzgórz Trzebnickich, w mikroregionie Wzgórz Skrzypińskich. Wierzchołek znajduje się w gminie Wołów, w obrębie ewidencyjnym wsi Siodłkowice. Położony jest na wysokości bezwzględnej wynoszącej 165 m n.p.m.

## Położenie i otoczenie
Piaskowiec jest jednym ze wzniesień Wzgórz Trzebnickich, mezoregionu o identyfikatorze 318.44 (według regionalizacji fizycznogeograficznej opracowanej przez Jerzego Kondrackiego), należących do Wału Trzebnickiego (makroregion o indeksie 318.4). W ramach tych Wzgórz Trzebnickich wyróżnia się także mikroregion, obejmujący Piaskowiec – Wzgórza Skrzypińskie (mikroregion o indeksie 318.443). Wzniesienie to leży w południowej części wymienionego mikroregionu. Pod względem regionalizacji przyrodniczo-leśnej wzgórze położone jest w mezoregionie Wzgórz Trzebnicko-Ostrzeszowskich. Ponadto warto zaznaczyć, iż obszar ten leży w granicach Parku Krajobrazowego Dolina Jezierzycy.
Wzniesienie otoczone jest Wzgórzami Skrzypińskimi, a w ich ramach najbliższymi, nazwanymi wierzchołkami są (począwszy od strony wschodniej w kierunku zgodnym z ruchem wskazówek zegara): Brzeźnik, Kraniec, Swojno, Kocierz, Smolno, Siodłkowicka Góra, Straszowicka Góra, Czubatka, Kozłówka, Masłowiec, Lisina, Łazarzowicka Góra.
Natomiast pod względem podziału administracyjnego wzniesienie jest położone na terenie gminy Wołów (w obrębie ewidencyjnym wsi Siodłkowice). Gmina ta przynależy do powiatu wołowskiego w województwie dolnośląskim.

## Charakterystyka
Przyjmuje się, że najwyższy punkt wzgórza Piaskowiec osiąga wysokość bezwzględną wynoszącą 165 m n.p.m.. I taka wysokość wzniesienia ujęta jest w rozporządzeniu Prezesa Rady Ministrów z 1954 r. określającym jego nazwę. Niemiecka, przedwojenna mapa z ówczesną nazwą wzniesienia, nie podaje wartości wysokości bezwzględnej położenia koty wierzchołka. Także w niektórych współczesnych opracowaniach, serwisach internetowych czy mapach podawana jest wysokość bezwzględna wierzchołka, przy czym zdarza się, że jest to inna wartość, np. 166 m n.p.m..
Teren obejmujący masyw wzniesienia zagospodarowany jest w sposób zróżnicowany. Centralna część leży w rejonie zachodniej części zabudowy stanowiącej wieś Siodłkowice, przy czym sam wierzchołek pokryty jest niewielkim zadrzewieniem nie będącym lasem. Na północ od tego masywu przepływa Jezierzyca. Ten skłon zagospodarowany jest użytkami rolnymi. Po stronie wschodniej znajduje się główna część zabudowy miejscowości, po stronie południowej znajdują się użytki rolne, a na skłonie zachodnim masywu obszar użytków rolnych oraz obszar lasu. W okolicy wierzchołka wzniesienia w otoczeniu wspomnianych zadrzewień znajduje się wyrobisko.
Drogą biegnącą przez wieś i dalej na zachód, przez masyw Piaskowca, nieco na południe od wierzchołka wzniesienia, wytyczone są piesze szlaki turystyczne, w tym jeden ze szlaków św. Jakuba oraz szlak rowerowy.

## Nazwa
Nazwa własna – Piaskowiec – jest nazwą urzędową. Została ustalona i ujęta w państwowym rejestrze nazw geograficznych na podstawie Zarządzenia nr 70 z dnia 30 marca 1954 r. wydanego przez Prezesa Rady Ministrów (Monitor Polski z 1954 nr 38, poz. 516). Odnosi się ona do ukształtowania terenu należącego do rodzaju wzgórza, wzniesienia. W rejestrze tym przypisano jej identyfikator: PRNG – 205709, identyfikator IIP – PL.PZGiK.320.NGRP.205709. Podaje on następujące współrzędne geograficzne punktu głównego masywu: szerokość geograficzna – 51°23'29" N, długość geograficzna – 16°44'45" E. W rejestrze tym jest ważna od 27.03.2015 r..
W czasie przynależności tego obszaru do Niemiec wzniesienie nosiło nazwę w języku niemieckim – Sand Berg.